# 星空的琴弦
《星空的琴弦》是一部由科普作家汪诘所著的科普书籍。由北京时代华文书局于2017年7月1日出版发行。

## 主要内容
《星空的琴弦》主要讲述了人类的天文学历史，以较为易懂的语言历数人类在天文上的重大发现。